# Prenia
Genre
Classification phylogénétique
Prenia N.E.Br. est un genre de plante de la famille des Aizoaceae.
Prenia N.E.Br., in Gard. Chron. ser. 3, 78: 412 (1925), in clave ; N.E.Br., in Gard. Chron., ser. 3, 84: 268 (1928) [descr. ampl.]
Type : Prenia pallens (Aiton) N.E.Br. [in Gard. Chron., ser. 3, 84: 268 (1928)] (Mesembryanthemum pallens Aiton)

## Liste des espèces
- Prenia englishiae (L.Bolus) Gerbaulet
- Prenia olivacea (Schltr. & A.Berger) H.Jacobsen
- Prenia pallens N.E.Br.
- Prenia radicans (L.Bolus) Gerbaulet
- Prenia relaxata N.E.Br.
- Prenia sladeniana L.Bolus
- Prenia tetragona (Thunb.) Gerbaulet
- Prenia vanrensburgii L.Bolus